# 小川未明
小川 未明（おがわ みめい、1882年〈明治15年〉4月7日 - 1961年〈昭和36年〉5月11日）は、小説家・児童文学作家。本名は小川 健作（おがわ けんさく）。「日本のアンデルセン」「日本児童文学の父」と呼ばれ、浜田広介と坪田譲治と並んで「児童文学界の三種の神器」と評された。娘の岡上鈴江も児童文学者。
「未明」という雅号は小川の師である坪内逍遥が付けたもので、正しくは「びめい」と読む。

## 来歴
新潟県高田五分一町（現：上越市幸町）に生まれる。父、澄晴はかつては修験者であった。上杉謙信の熱烈な崇拝者でもあった澄晴は、春日山神社を創建するため奔走した。未明自身15歳頃から20歳頃まで春日山神社境内の住居に住んでいた。
旧制高田中学（現：新潟県立高田高等学校）、東京専門学校（早稲田大学の前身）専門部哲学科を経て大学部英文科を卒業、坪内逍遙や島村抱月から指導を受け、また出講していたラフカディオ・ハーンの講義に感銘を受け、卒業論文ではハーンを論じた。在学中、ロシア文学に親しみ、またナロードニキの思想に関心を寄せた。中学以来の学友に相馬御風がいる。

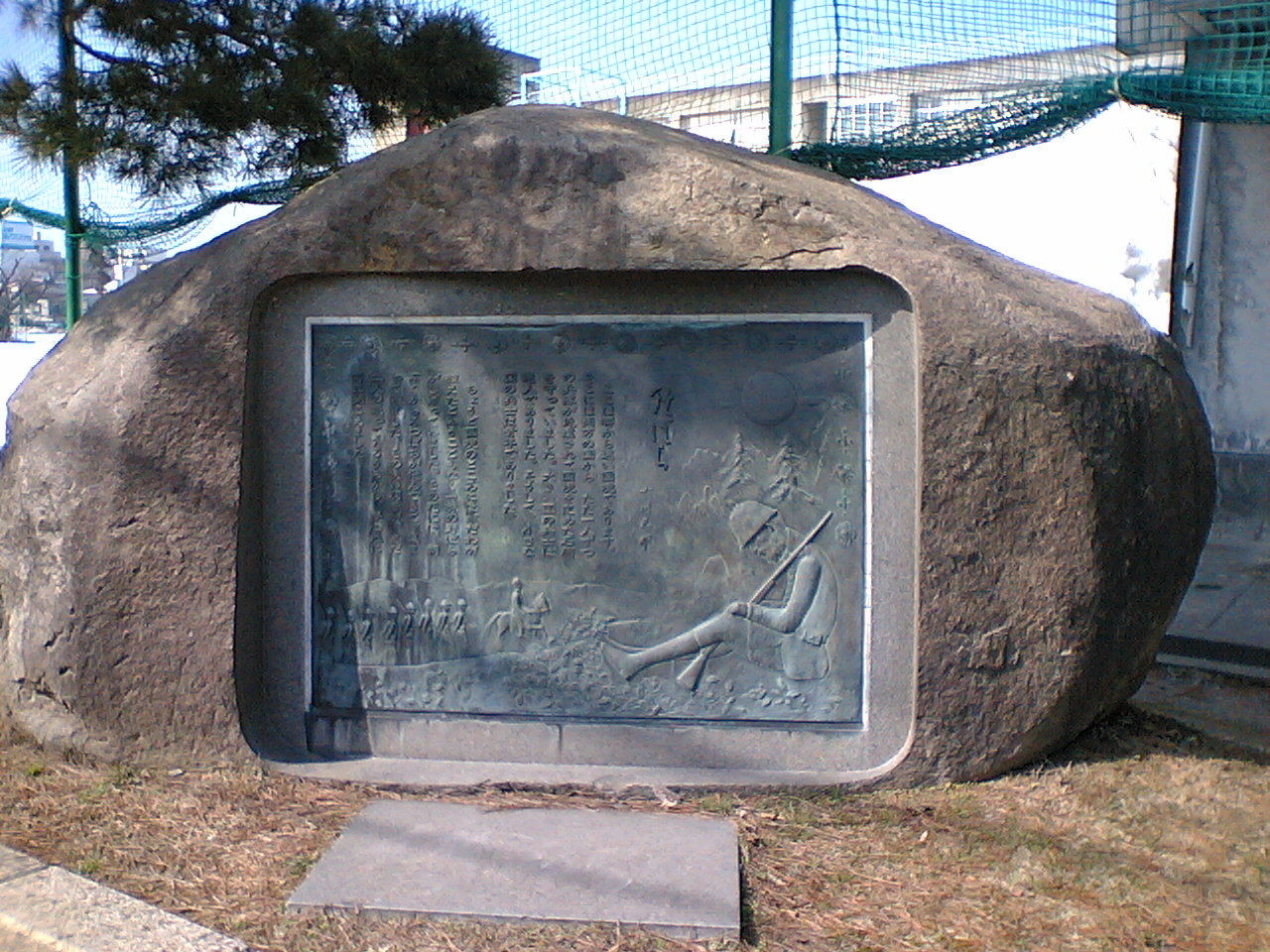
上越市立大手町小学校体育館裏にある石碑。『野ばら』の一節が書かれている。

在学中の1904年（明治37年）、処女作「漂浪児」を雑誌『新小説』に発表し注目される。この時、逍遥から「未明」の号を与えられる。卒業直前に『新小説』に発表した「霰に霙」で小説家として一定の地位を築く。卒業後、早稲田文学社に編集者として勤務しながら、多くの作品を発表する。作品は清潔なものが多く、1916年（大正5年）に赤木桁平によって「遊蕩文学」論争が起きた時、遊蕩を描かない小説家は漱石と小川未明くらいだと言われた。
だが生活は苦しく、貧窮で二児を立て続けに喪ったうえに、一家四人がスペイン風邪に罹り、一時は危篤に陥った。早稲田の後輩である木村毅が見かねて、未明の友人である古川実や水守亀之助と相談し、印税収入を未明に贈るアンソロジーを新潮社から出版することが決まった。相馬御風と片上伸が編者となったこの『十六集』には坪内逍遥が跋文を寄せ、1920年（大正9年）2月25日付で刊行された。未明と親しくなかった作家も含め正宗白鳥、芥川龍之介、菊池寛らが参加。価格は1円80銭で、2か月に5刷を重ね、未明は病と貧苦から脱することができた。
1925年（大正14年）には早大童話会を立ち上げる。1926年（大正15年）、『東京日日新聞』に「今後を童話作家に」と題する所感を発表し童話専念を宣言する。一説には師の逍遥から小説家としての限界を指摘されたからとも言われる。1946年（昭和21年）に創立された日本児童文学者協会の初代会長を務め、1951年（昭和26年）に日本芸術院賞を受賞、文化功労者に選定され、1953年（昭和28年）には日本芸術院会員に推挙された。
しかし同年、ともに童話会の会員だった鳥越信と古田足日の二人を中心とした「少年文学宣言」が発表され、未明と浜田広介は、古い児童文学として否定されるという、苦渋の晩年も送った。1961年（昭和36年）に脳出血のため東京都杉並区高円寺南の自宅で死去した。79歳没。
長篇よりも、むしろ短編作品に才能を発揮。童話の代表作としては「金の輪」（『労働文学』1919年4月）、「赤い蝋燭と人魚」（『朝日新聞』1921年2月16日〜20日）、「月夜と眼鏡」（『赤い鳥』1922年7月）、「野薔薇」（『小さな草と太陽』、赤い鳥社、1922年9月）など。
没後、小川未明文学賞が創設された。
1956年（昭和31年）11月17日、春日山神社境内に詩碑が建てられ除幕式が行われた。2022年5月7日には上越市幸町にある生家跡に詩碑と石塔が建てられ除幕式が開かれた。

## 人物
坪田譲治によれば「非常に短気な性格だった」とのこと。料理店や屋台でもさっさと注文し、さっさと酒を飲み、「坪田君、行こうかね」といった調子だった。未明は岩野泡鳴とよく将棋を指していたが、その手は大変早く、見る間に勝負がついた。人間関係でも長引く付き合いやうるさい人間を特に嫌った。壺の蒐集と盆栽を趣味としたが、気に入ったものを見かけると一刻の猶予もできずに物を売ってでも購入するかと思えば、飽きるとどんなに骨を折り購入したものでもさっさと人にやったり、骨董屋へ売り飛ばしたりし、目の前へ置くことすら嫌った。未明の童話がほとんど短編なのは発表の場が雑誌だったことによるが、この短気な性格によるところも大きいと坪田は指摘する。

## 著作

### 初期著作
- 『愁人』隆文館、1907年
- 『緑髪』隆文館、1907年
- 『惑星』春陽堂、1909年
- 『赤い船』京文堂、1910年
- 『物言はぬ顔』春陽堂、1912年
- 『北国の鴉より』岡村盛花堂、1912年
- 『魯鈍な猫』春陽堂、1912年
- 『白痴』文影堂書店、1913年
- 『底の社会へ』岡村書店、1914年
- 『夜の街にて』岡村盛花堂、1914年
- 『あの山越えて』尚栄堂、1914年
- 『石炭の火』千章館、1914年
- 『雪の線路を歩いて』岡村書店、1915年
- 『小作人の死』春陽堂、1918年
- 『青白む都会』春陽堂、1918年
- 『血で描いた画』新潮社、1918年
- 『描写の心得』春陽堂、1918年
- 『悩ましき外景』天佑社、1919年
- 『不幸な恋人』春陽堂、1920年
- 『赤き地平線』新潮社、1921年
- 『赤い蝋燭と人魚』天佑社、1921年
- 『雨を呼ぶ樹』南郊社、1921年
- 『小さな草と太陽』赤い鳥社、1922年
- 『生活の火』精華書院、1922年
- 『気まぐれ人形師』七星社、1923年
- 『人間性のために』二松堂書店、1923年
- 『彼等の行く方へ』総文館、1923年
- 『紅雀』集成社、1923年
- 『あかいさかな』研究社、1924年
- 『ある夜の星だち』イデア書院、1924年
- 『芸術の暗示と恐怖』春秋社、1924年
- 『堤防を突破する浪』創生堂、1926年
- 『小川未明選集』全6巻 未明選集刊行会、1925–26年
- 『未明感想小品集』創生堂、1926年
- 『兄弟の山鳩』アテネ書院、1926年
- 『未明童話集』全5巻 丸善、1927–31年
- 『常に自然は語る』日本童話協会、1930年
- 『青空の下の原つぱ』六文館、1932年
- 『童話雑感及小品』文化書房、1932年
- 『童話と随筆』日本童話協会出版部、1934年
- 『女をめぐる疾風』不二書房、1935年

### 全集
- 『定本小川未明童話全集』全16巻、講談社、1976–78年（大空社から復刻）
- 『定本小川未明小説全集』全6巻、講談社、1979年
- 『小川未明新収童話集』全6巻、日外アソシエーツ、2014年